# Saint-Bris-des-Bois
Saint-Bris-des-Bois ist eine westfranzösische Gemeinde mit 388 Einwohnern (Stand: 1. Januar 2022) im Département Charente-Maritime in der Region Nouvelle-Aquitaine. Sie gehört zum Arrondissement Saintes und ist Mitglied im Gemeindeverband Saintes - Grandes Rives - L’Agglo. Die Einwohner werden Saint-Briciens und Saint-Briciennes genannt.

## Geografie

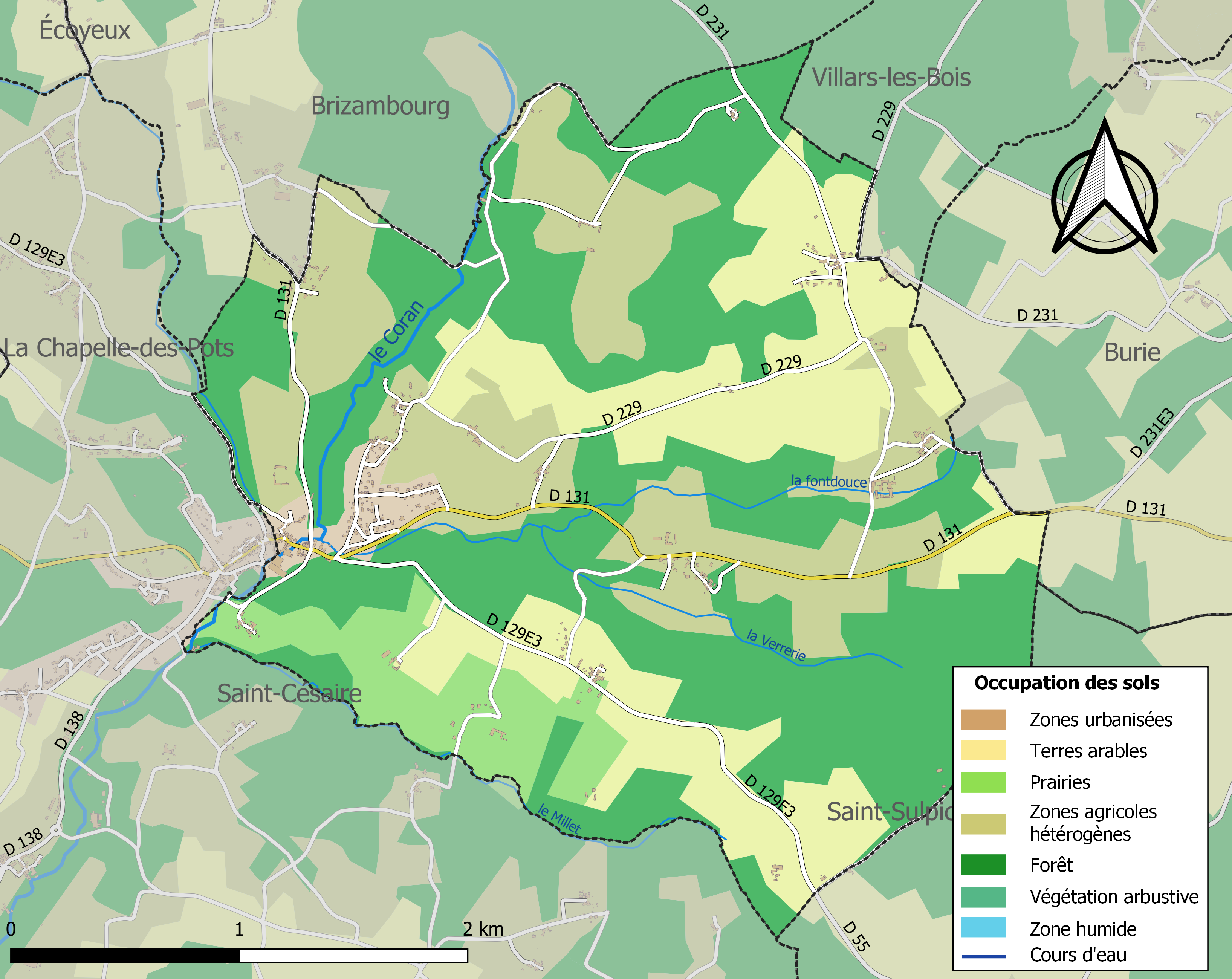
Bodennutzung, Hydrografie und Infrastruktur der Gemeinde (2018)

Saint-Bris-des-Bois liegt in der ehemaligen Provinz Saintonge, etwa elf Kilometer ostsüdöstlich von Saintes und etwa 15 Kilometer nordwestlich der Stadt Cognac. Das Gebiet der Gemeinde befindet sich im Einzugsgebiet der Charente und wird von einem ihrer Nebenflüsse, dem Flüsschen Coran, entwässert, das es im westlichen Teil von Nord nach Süd durchströmt. Das Gebiet von Saint-Bris-des-Bois ist Teil des Natura 2000-Schutzgebiets „Moyenne vallée de la Charente et Seugnes et Coran“ (FR5400472), des Natura 2000-Schutzgebiets „Vallée de la Charente moyenne et Seugnes“ (FR5412005) und von zwei ZNIEFF-Naturgebieten. Über die Hälfte (52,9 %) der Fläche der Gemeinde wird landwirtschaftlich genutzt, knapp die Hälfte (44,8 %) ist bewaldet.
Umgeben wird Saint-Bris-des-Bois von den Nachbargemeinden Brizambourg im Norden, Villars-les-Bois im Nordosten, Burie im Osten, Val-de-Cognac im Südosten sowie Saint-Césaire im Süden und Westen.

## Bevölkerungsentwicklung
| Jahr                       | 1962 | 1968 | 1975 | 1982 | 1990 | 1999 | 2006 | 2013 | 2020 |
| Einwohner                  | 237  | 260  | 267  | 285  | 359  | 391  | 418  | 407  | 383  |
| Quellen: Cassini und INSEE |      |      |      |      |      |      |      |      |      |

## Sehenswürdigkeiten
- Kirche Saint-Brice aus dem 12. Jahrhundert, seit 1973 als Monument historique eingeschrieben
- Ruine der Abtei Fontdouce, 1111 begründet, seit 1986 in Teilen als Monument historique eingeschrieben

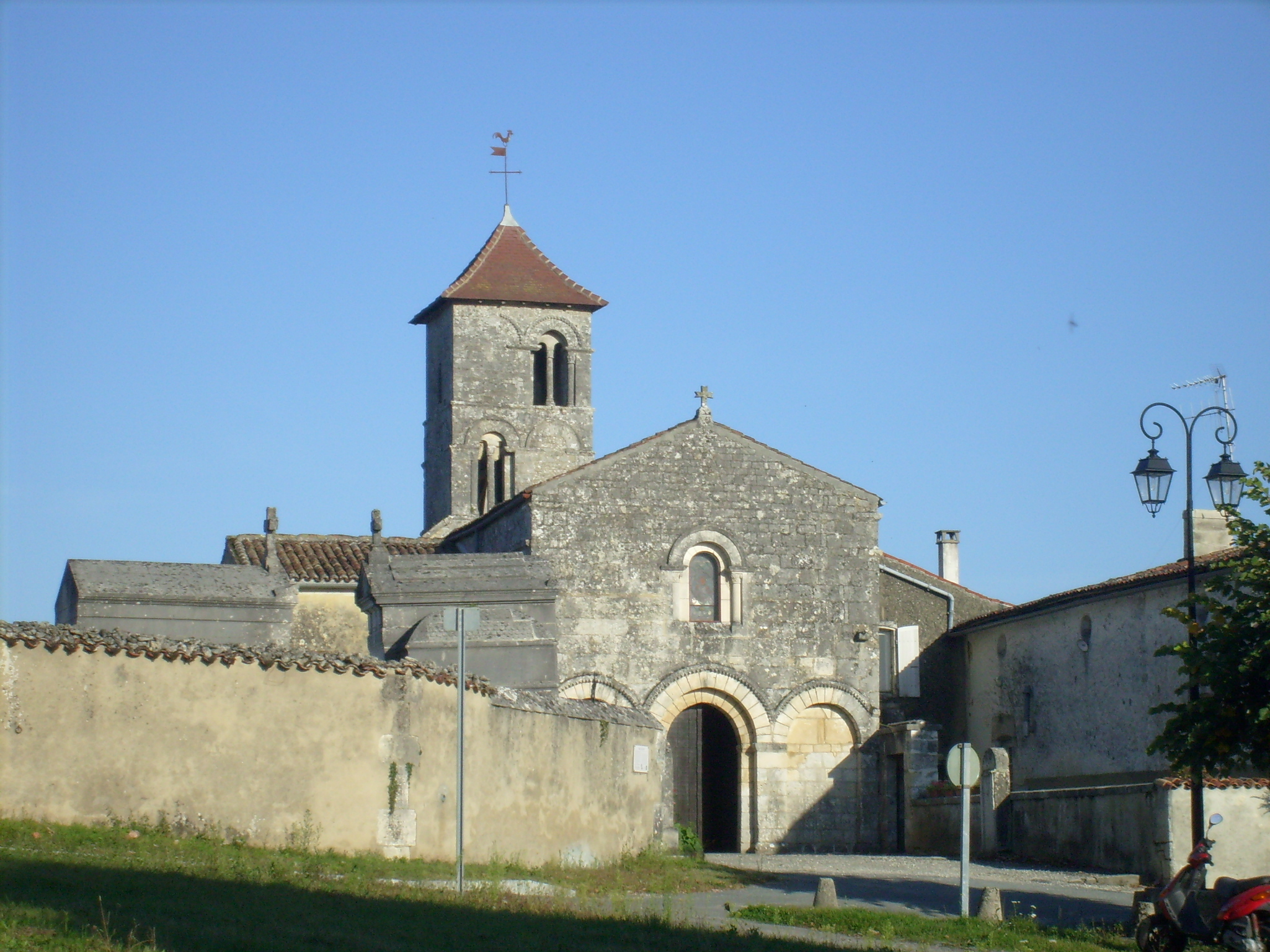
Kirche Saint-Brice
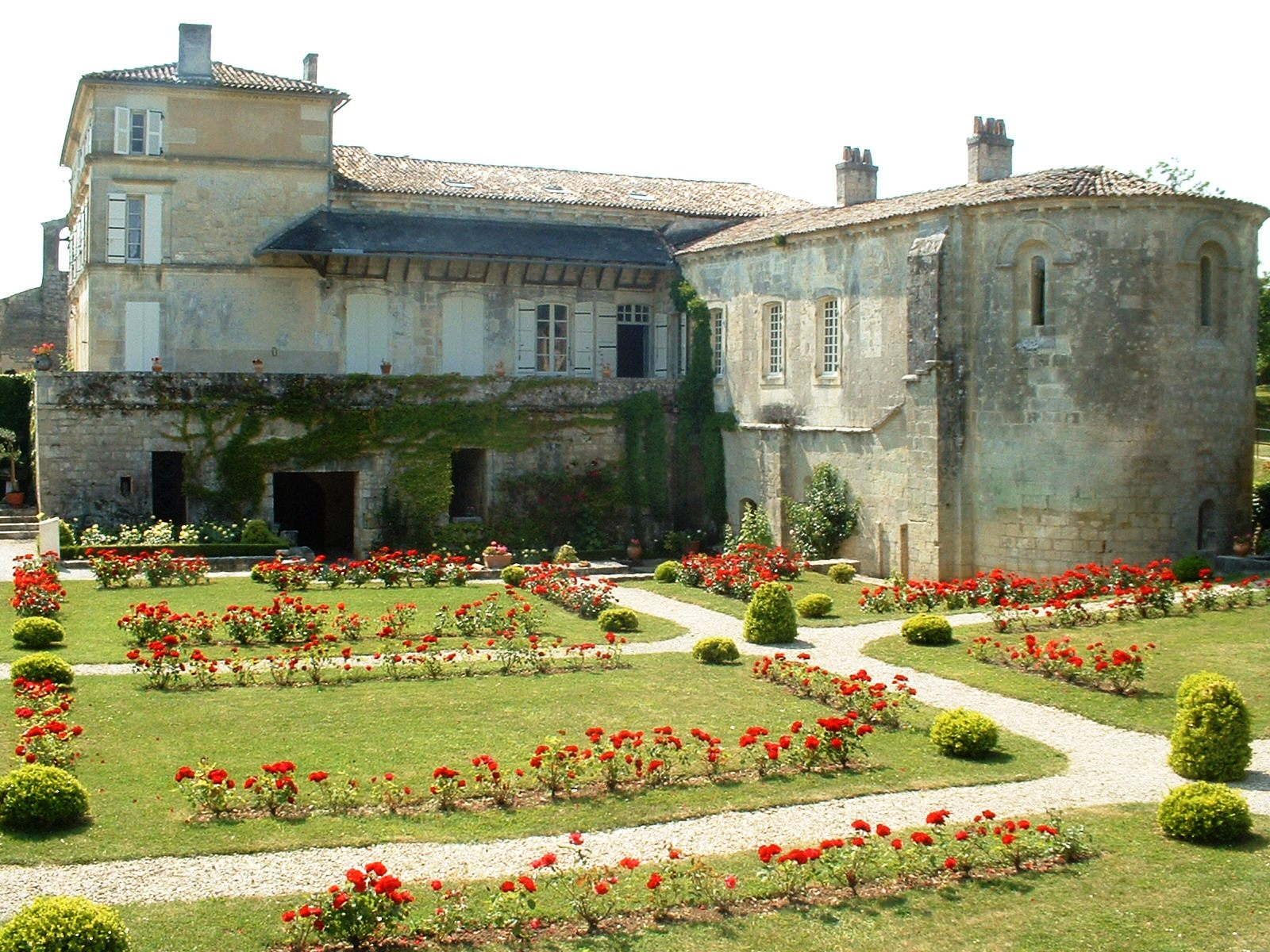
Kloster Fontdouce